# Katedrala u Manili
Metropolitanska katedrala-bazilika, službeno poznata kao Katedralna bazilika Bezgrešnog začeća ili neformalno Katedrala u Manili - istaknuta rimokatolička bazilika koja se nalazi u Manili, glavnom gradu Filipina, u čast Blažene Djevice Marije kao Majke Božje Bezgrešne, zaštitnice Filipina.
Smještena je u četvrti Intramuros u Manili. To je izvorno župna crkva u vlasništvu i upravljanju biskupije Meksiko od 1571., dok nije postala zasebna biskupija 6. veljače 1579. papinskom bulom „Illius Fulti Praesido“ pape Grgura XIII.
Katedrala služi i kao sjedište nadbiskupa Filipina. Katedrala je više puta bila oštećivana i rušena. Sadašnja osma verzija katedrale dovršena je 1958.
Katedralu su posjetili pape Grgur XIII., Pavao VI. i bl. papa Ivan Pavao II., koji je papinskom bulom proglasio katedralu manjom bazilikom, 27. travnja 1981.

## Galerija
- Brončani kip Bezgrješnog začeća
- Fasada katedrale
- Strop katedrale
- Glavni oltar
- Glavni oltar pobliže
- Kupola katedrale
- Katedrala prije bombardiranja 1945.
- Timpan katedrale